# Myriocladus cardonae
Myriocladus cardonae är en gräsart som beskrevs av Jason Richard Swallen. Myriocladus cardonae ingår i släktet Myriocladus och familjen gräs. Inga underarter finns listade i Catalogue of Life.